# Unité des Communes valdôtaines

Le 8 unioni territoriali valdostane

In Valle d'Aosta le Unités des Communes Valdotâines (pron. fr. AFI: [ynjɔ̃ de kɔmyn valdotɛn]) sono unità amministrative poste tra la regione a statuto speciale e i comuni, assimilabili alle associazioni di comuni, attive dal 2015.

## Storia
Prima dell'istituzione delle attuali Unités, con la legge 3 dicembre 1972 ,n. 1102 e ora disciplinato dall'art. 27 del d. lgs. 18 agosto 2000, n. 267 (testo unico sugli enti locali) vengono create le Comunità montane, o Communauté de montagne (fr.), con dicitura ufficiale bilingue italiano/francese e nei comuni trilingui italiano/francese/walser di Gressoney-Saint-Jean, Gressoney-La-Trinité e Issime (molto raro) con l'aggiunta di Berggemeinschaft. Le comunità montane valdostane vengono sostituite nel 2015 ai sensi della legge regionale n.6 del 5 agosto 2014 dalle Unités des Communes valdôtaines, dicitura unica utilizzata anche in italiano, con l'aggiunta di Union der Aostataler Walsergemeinden per i comuni trilingui italiano/francese/tedesco dell'alta valle del Lys. Questa legge prevede infatti, in ambito sovracomunale, l’esercizio di funzioni e servizi comunali in forma associata attraverso l'ente locale delle Unités des Communes valdôtaines. 

## Suddivisioni
In totale ci sono 8 Unités che inglobano tutti i comuni della Regione fatta eccezione al comune di Aosta che non appartiene a nessuna. Le altre sono:
| Unité des Communes Valdotâines                                                   | Comuni | Capoluogo         |
| -------------------------------------------------------------------------------- | --- | ----------------- |
| Unité des communes valdôtaines l'Évançon                                         | Arnad, Ayas, Brusson, Challand-Saint-Victor, Challand-Saint-Anselme, Champdepraz, Émarèse, Issogne, Montjovet, Verrès                                          | Verrès            |
| Unité des communes valdôtaines Mont-Émilius                                      | Brissogne, Charvensod, Fénis, Gressan, Jovençan, Nus, Pollein, Quart, Saint-Christophe, Saint-Marcel                                                           | Quart             |
| Unité des communes valdôtaines Grand-Paradis                                     | Aymavilles, Arvier, Avise, Cogne, Introd, Saint-Pierre, Rhêmes-Saint-Georges, Rhêmes-Notre-Dame, Saint-Nicolas, Sarre, Villeneuve, Valgrisenche, Valsavarenche | Villeneuve        |
| Unité des communes valdôtaines Grand-Combin                                      | Allein, Bionaz, Doues, Étroubles, Gignod, Ollomont, Oyace, Roisan, Saint-Oyen, Saint-Rhémy-en-Bosses, Valpelline                                               | Gignod            |
| Unité des communes valdôtaines Mont-Cervin                                       | Antey-Saint-André, Chambave, Chamois, Châtillon, La Magdeleine, Pontey, Saint-Denis, Saint-Vincent, Torgnon, Valtournenche, Verrayes                           | Châtillon         |
| Unité des communes valdôtaines Mont-Rose                                         | Bard, Champorcher, Donnas, Fontainemore, Hône, Lillianes, Perloz, Pontboset, Pont-Saint-Martin                                                                 | Pont-Saint-Martin |
| Unité des communes valdôtaines Valdigne - Mont-Blanc                             | Courmayeur, La Salle, La Thuile, Morgex, Pré-Saint-Didier | La Salle          |
| Unité des communes valdôtaines Walser (ted:Union der Aostataler Walsergemeinden) | Issime, Gaby, Gressoney-Saint-Jean, Gressoney-La-Trinité | Issime            |